# 민주당파
민주당파란 중화인민공화국의 정당가운데 중국공산당이 아니면서 중국공산당과의 통일전선에 참여하는 위성정당들을 말한다.

## 목록
- 중국 국민당 혁명위원회
- 중국 민주 동맹
- 중국 민주 건국회
- 중국 민주 촉진회
- 중국 농공 민주당
- 중국 치공당
- 구삼 학사
- 대만 민주자치동맹